# Thermopsis rhombifolia
Thermopsis rhombifolia är en ärtväxtart som först beskrevs av Frederick Traugott Pursh, och fick sitt nu gällande namn av John Richardson. Thermopsis rhombifolia ingår i släktet lupinväpplingar, och familjen ärtväxter. Inga underarter finns listade i Catalogue of Life.

## Bildgalleri

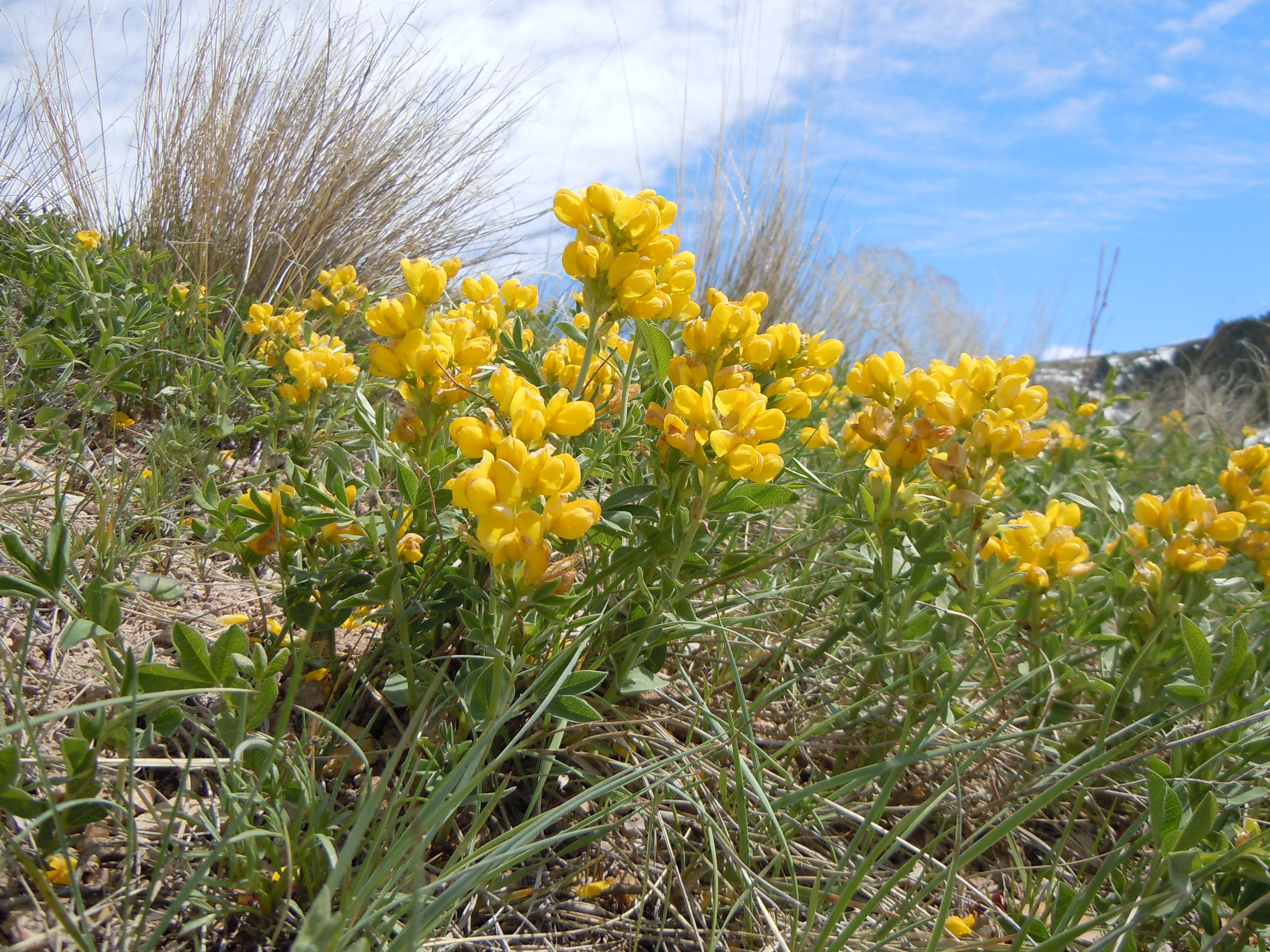
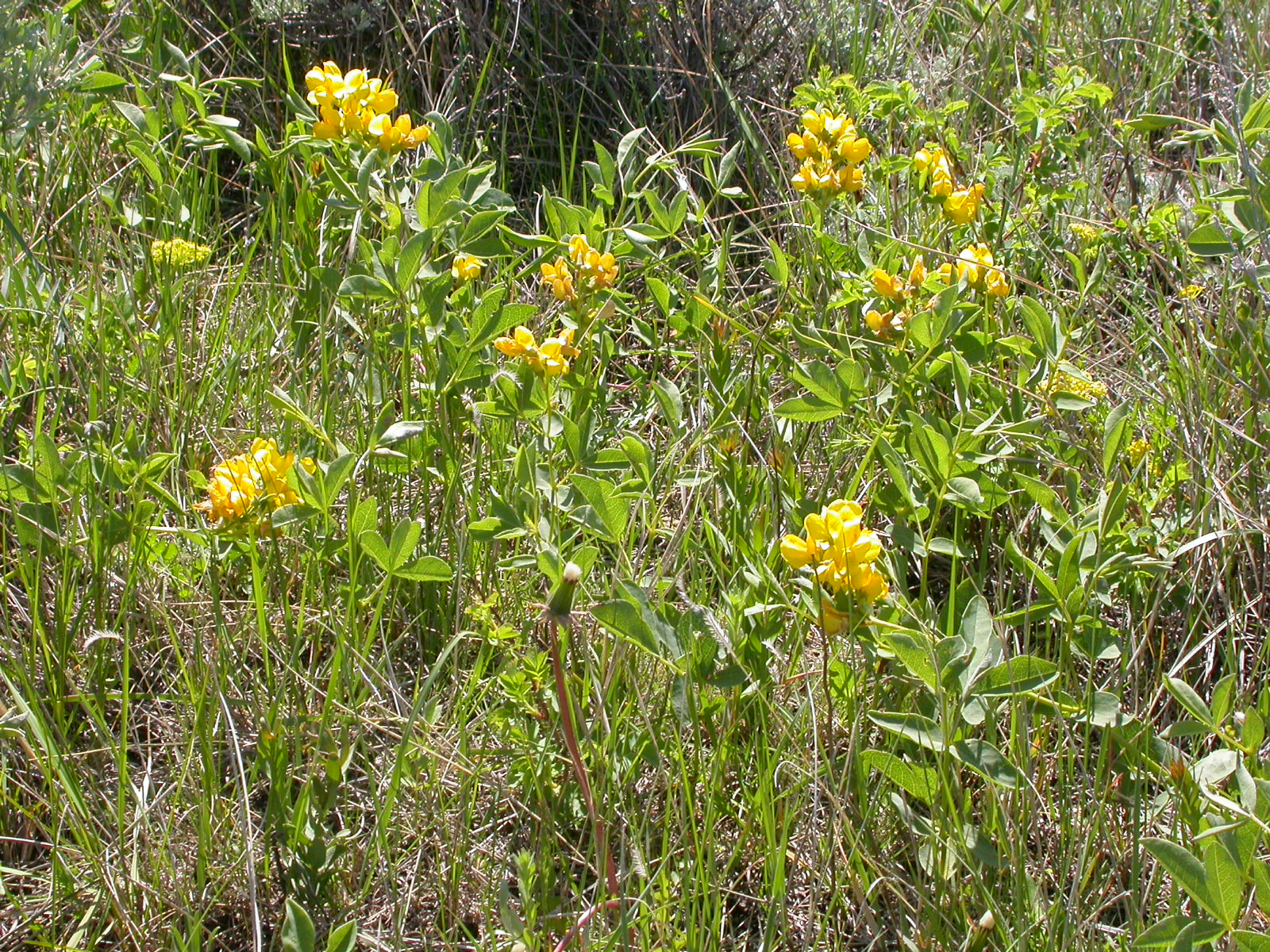
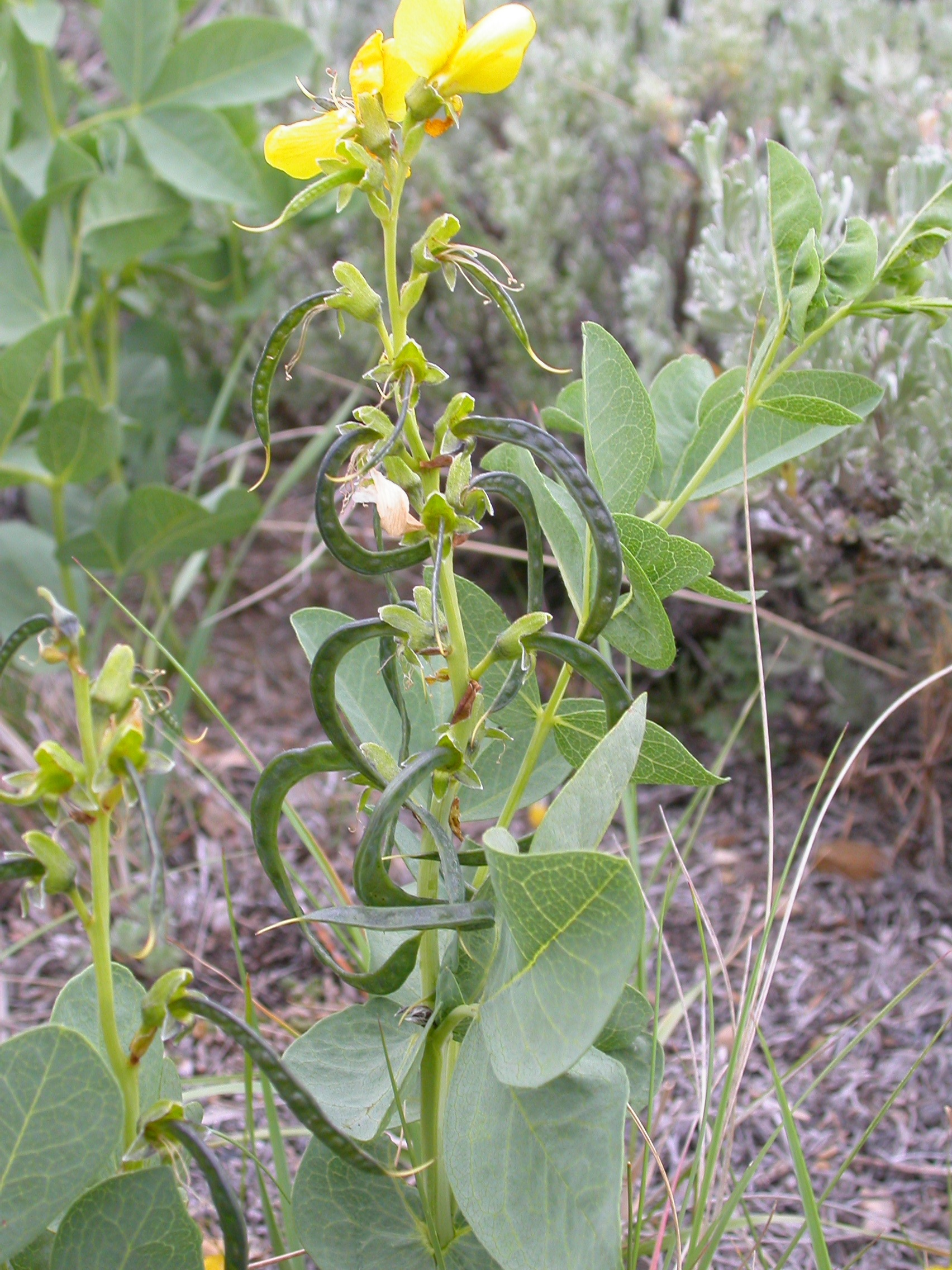
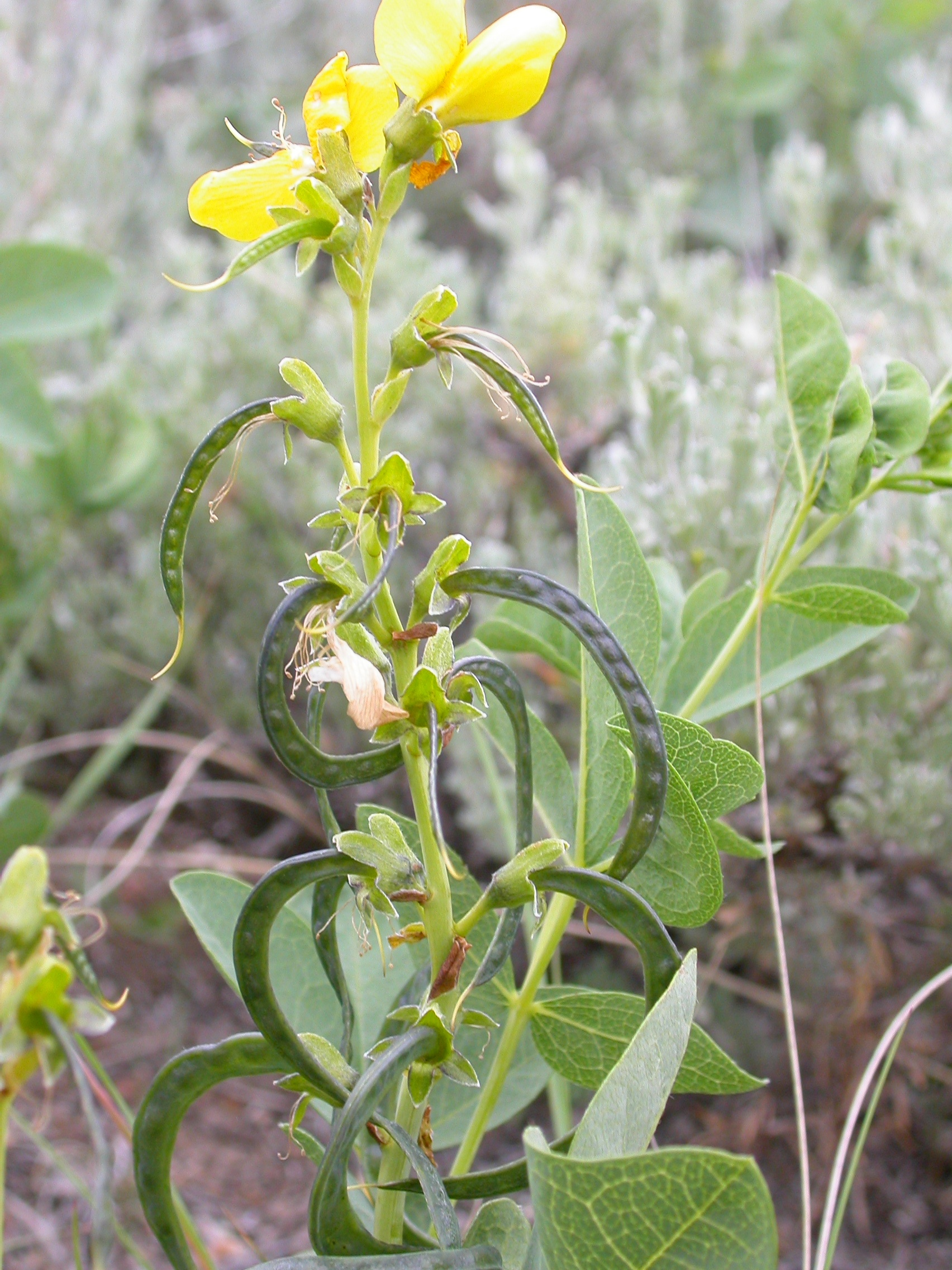